# Sevenhampton (Gloucestershire)
Sevenhampton – wieś w Anglii, w hrabstwie Gloucestershire. Leży 21 km na wschód od miasta Gloucester i 133 km na zachód od Londynu.